# When You're Through Thinking, Say Yes
When You're Through Thinking, Say Yes is het zevende album van de Amerikaanse rockband Yellowcard, uitgebracht op 22 maart 2011.

## Tracklist
1. The Sound of You and Me
2. For You, and Your Denial
3. With You Around
4. Hang You Up
5. Life of Leaving Home
6. Hide
7. Soundtrack
8. Sing For Me
9. See Me Smiling
10. Be The Young

## Bezetting
- Ryan Key - Leadzanger, rhytmische gitaar, piano
- Sean Mackin - Viool, achtergrondzang
- Ryan Mendez - Leadgitaar, achtergrondzang
- Sean O'Donnell - Basgitaar, achtergrondzang
- Longineu W. Parsons III - Drums, percussie